# آلوارو گونزالس ده گالدیانو
آلوارو گونزالس ده گالدیانو (انگلیسی: Álvaro González de Galdeano؛ زادهٔ ۳ ژانویهٔ ۱۹۷۰) دوچرخه‌سوار اهل اسپانیا است. وی در بازی‌های المپیک تابستانی ۱۹۹۲ شرکت کرده است.